# Kościół św. Bartłomieja w Koninie
Kościół św. Bartłomieja w Koninie (konińska fara) – kościół parafii pw. św. Bartłomieja w Koninie położony przy ulicy Kościelnej 1. 

## Historia

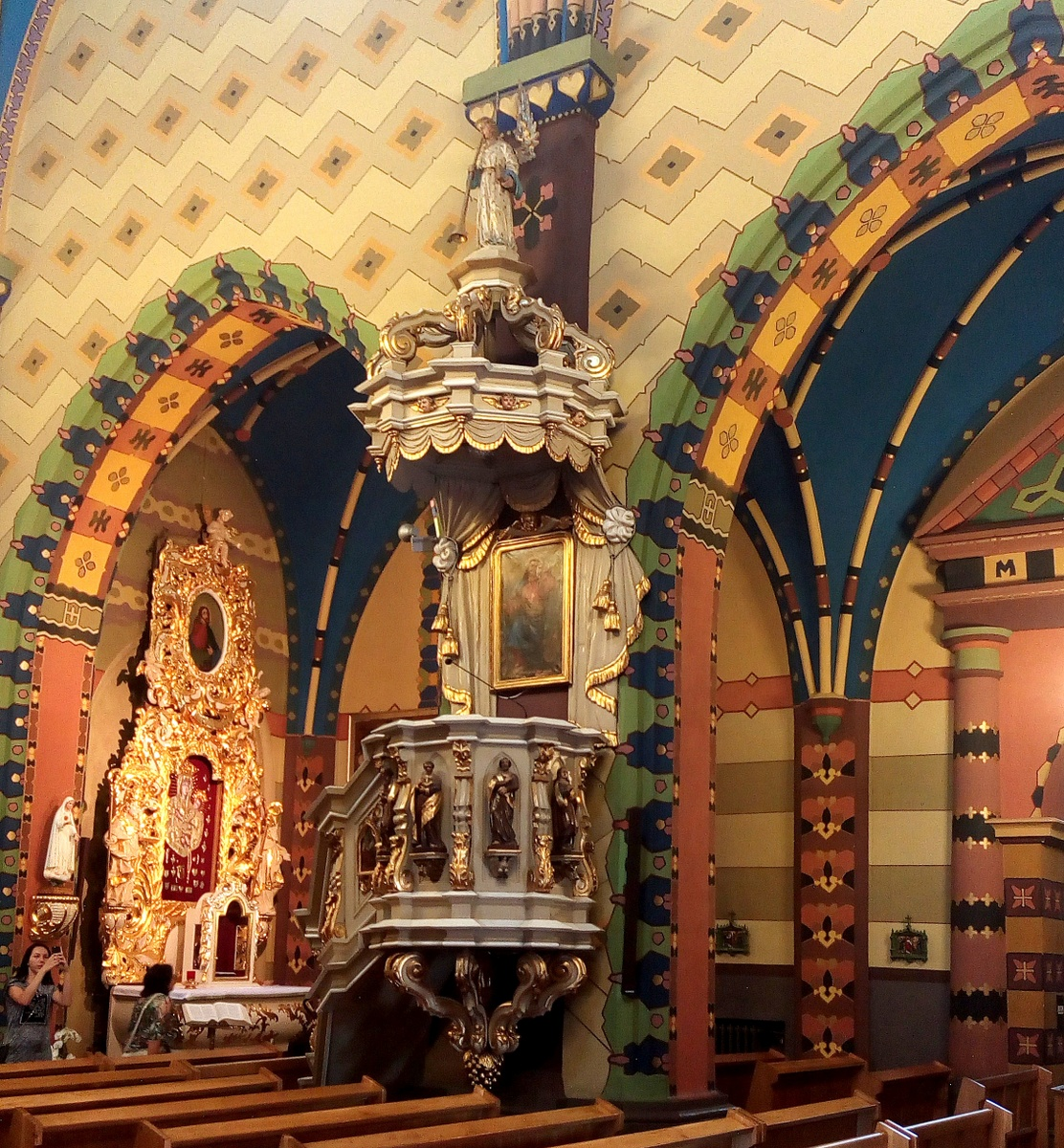
Wnętrze świątyni - ambona

Kościół w formie bazyliki liczy trzy nawy i reprezentuje przede wszystkim styl gotycki. Najstarszą częścią kościoła są pochodzące z II połowy XIV wieku zakrystia, która zajęła dawną kaplicę św. Trójcy i prezbiterium. Zachowały się najstarsze partie murów z piaskowca. Ceglane nawy i kaplica zostały wybudowane w wieku XV. W późniejszych stuleciach dobudowano kolejne części: na pocz. XVII wieku od południowej strony renesansową kaplicę Najświętszej Maryi Panny fundacji Jana Zemełki, przykrytą ośmioboczną kopułą i latarnią, a w XIX wieku kruchtę od strony północnej. W latach 1866–1872 przeprowadzono kapitalny remont, późniejsze prace miały miejsce jeszcze w latach 1900–1910. Brał w nich udział Eligiusz Niewiadomski (późniejszy zamachowiec i zabójca prezydenta RP Gabriela Narutowicza) który wykonał polichromię, a okna świątyni ozdobił secesyjnymi witrażami. Od 1965 roku kościół figuruje w rejestrze zabytków nieruchomych.

## Wnętrze i otoczenie

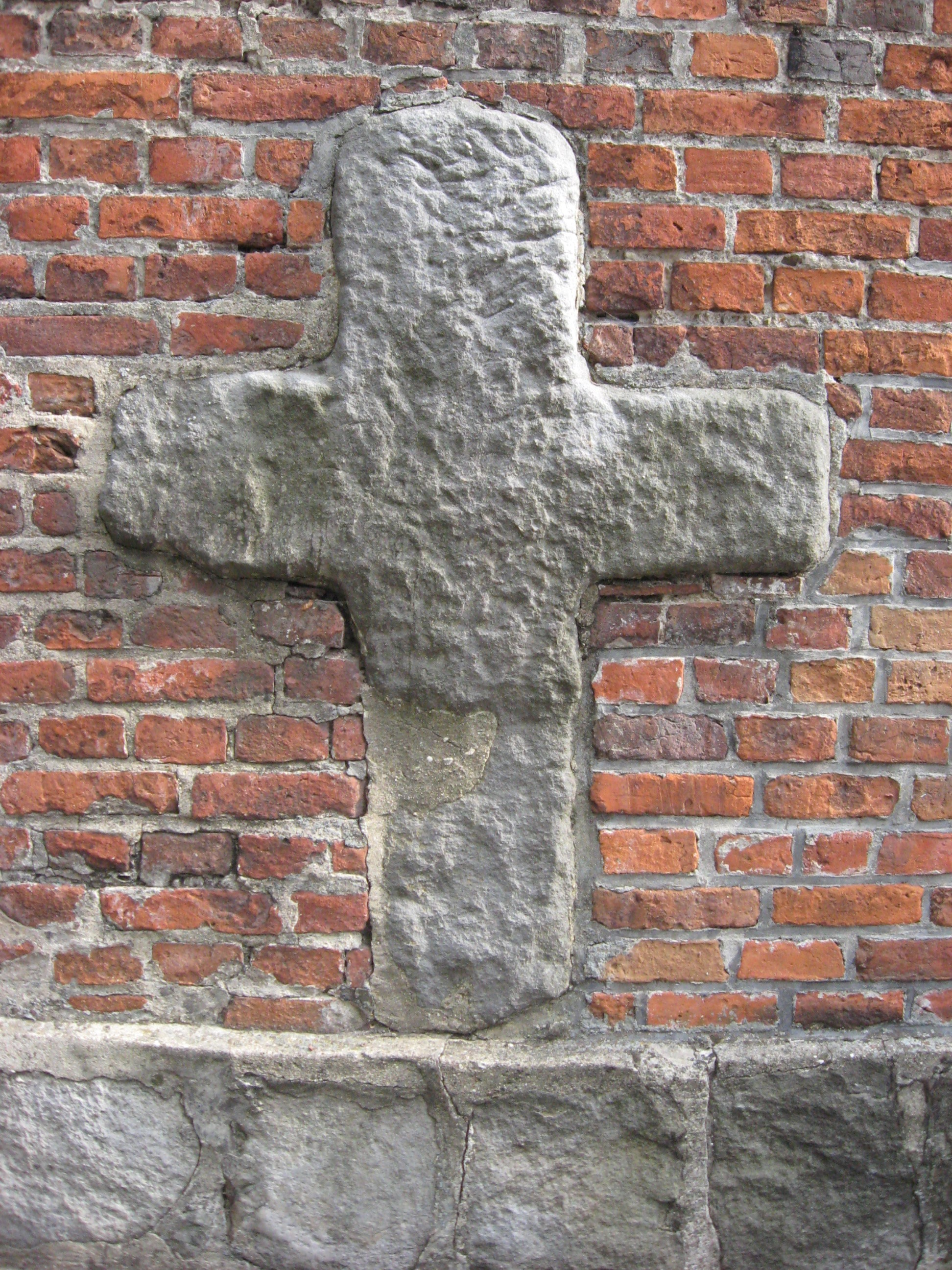
Krzyż z piaskowca wmurowany w ścianę zakrystii

Prezbiterium pokrywa sklepienie sieciowe, w nawach gwiaździste. Polichromia i witraże autorstwa Eligiusza Niewiadomskiego pochodzą z lat 1904–1910. Wewnątrz pomniki: najstarszym jest epitafium Mikołaja Grochowskiego z 1570, poza tym znajduje się tam okazały, wczesnobarokowy, marmurowy sarkofag Stanisława Przyjemskiego – marszałka wielkiego koronnego i starosty konińskiego. Naprzeciw nich pomnik Krzysztofa Przyjemskiego – stryja starosty. Ołtarze w nawach bocznych reprezentują styl barokowy.
W kaplicy renesansowej, ufundowanej przez Zemełkę, bogato intarsjowane stalle z ornamentami roślinnymi, ptakami i jednorożcami oraz gotycka figura Madonny z początku XVI wieku. Umieszczono tam także marumurowy nagrobek fundatora. W kruchcie bocznej gotycka kropielnica. W skarbcu znajduje się monstrancja z XV lub XVI wieku. Drzwi frontowe zdobią okucia brązowe z XV wieku w kształcie lwich głów. 
W zewnętrzną ścianę zakrystii wmurowany jest krzyż kamienny z piaskowca. Na cmentarzu kościoła znajduje się przeniesiony z okolic zamku XII-wieczny kamienny słup drogowy, oznaczający połowę drogi z Kalisza do Kruszwicy.